# Lauren (calciatore)
Lauren, all'anagrafe Laureano Bisan-Etame Mayer (Kribi, 19 gennaio 1977), è un ex calciatore camerunese, difensore.

## Caratteristiche tecniche
Terzino di spinta, giocava prevalentemente sulla corsia destra, ma fu spesso impiegato anche su quella opposta grazie alla sua notevole duttilità. Era in grado di ricoprire anche il ruolo di esterno di centrocampo.

## Carriera

### Club
Trasferitosi con la sua famiglia a Siviglia, in Spagna, proprio lì ha cominciato a giocare, col Siviglia. Inizialmente è andato in prestito all'Utrera, quindi è tornato al Siviglia, in seconda squadra. Nel 1997 è stato ceduto al Levante e successivamente al Maiorca. Presa la cittadinanza spagnola grazie alla lunga permanenza nel paese iberico, ha potuto essere tesserato come giocatore comunitario.
Nell'estate 2000 è stato acquistato dall'Arsenal per 7,2 milioni di sterline: debuttò il 19 agosto col Sunderland, ma a questo debutto fece seguito una lunga serie di infortuni; comunque, in sei stagioni e mezza, Lauren ha disputato ben 159 partite di campionato e 49 di Champions League coi Gunners.
Il 18 gennaio 2007 il camerunese ha firmato un contratto di due anni e mezzo col Portsmouth: mezzo milione di sterline all'Arsenal. Due giorni dopo ha esordito con la maglia dei Pompeys contro il Charlton Athletic. Il 15 marzo 2010 il Cordoba annuncia l'ingaggio dell'esterno destro.

### Nazionale
Lauren ha esordito con la Nazionale camerunese nel novembre 1997, in una gara amichevole contro l'Inghilterra. Il 2000 è stato l'anno del trionfo internazionale: vittoria della Coppa d'Africa (nominato anche Best Player) e del torneo olimpico di calcio (battuta la Spagna, che avrebbe potuto anch'essa convocare Lauren). Nel 2002 con la maglia dei Leoni Indomabili ha rivinto la Coppa d'Africa. In quello stesso anno (dopo i Mondiali nippo-coreani) si è ritirato dalla nazionale: 24 presenze in totale per lui.

## Palmarès

### Club
- Supercoppa di Spagna: 1

Maiorca: 1998
- Campionato inglese: 2

Arsenal: 2001-2002, 2003-2004
- Coppa d'Inghilterra: 4

Arsenal: 2001-2002, 2002-2003, 2004-2005
Portsmouth: 2007-2008
- Community Shield: 2

Arsenal: 2002, 2004

### Nazionale
- Coppa d'Africa: 2

2000, 2002
- Oro olimpico: 1

2000

### Individuale
- Miglior giocatore della Coppa d'Africa: 1

2000